# Rádio Universitária do Algarve
A Rádio Universitária do Algarve (RUA ou RUA FM) é uma rádio universitária, com emissão diária (24 horas) a nível regional operando na frequência de 102,7 FM. A emitir desde 2003, trata-se de uma rádio sem fins lucrativos, que tem por objetivo permitir o acesso à realização de rádio pela comunidade em geral. A sua programação é composta essencialmente por programas de autor e emissão de continuidade.

## História
Fundada a 28 Novembro de 2002 por estudantes da Universidade de Algarve, a RUA iniciou as suas transmissões experimentalmente, na cidade de Faro, a 26 de Julho de 2003. A equipa da rádio é composta, em sua maioria, por voluntários.
Desde a sua criação, teve por lema: " Uma rádio de grau superior " e assentou a sua filosofia em, três pilares:
Academia - mostrar à comunidade o papel da Universidade na região, ensino e investigação
Cultura - a divulgação atempada dos eventos que acontecem no Algarve
Música - divulgação de bandas e artistas, que não têm a merecida atenção noutras rádios e meios de comunicação, não sendo assim conhecidos do público em geral. Passagem pela nossa emissão das bandas que nos visitam, em entrevista ou num especial semanal sobre um novo disco ou artista.
Inicialmente focada para os estudantes, passou a abranger públicos variados. A RUA também serve como centro de formação e apoio ao ensino das Ciências da Comunicação e de Tecnologias relacionadas à Radiodifusão. Em 2016 a RUA FM foi reestruturada, através da criação de uma nova imagem sonora e visual. Musicalmente a aposta passou a ser direcionada para um público mais jovem.